# Tray-Ware
Tray-Ware bezeichnet eine Handelsform für Produkte im Bereich der Computertechnik und Elektronik.
Die Bezeichnung leitet sich von der Art der Transportverpackung ab, die einem Tablett ähnelt.
Trays sind so gestaltet, dass die Bauteile an definierten Positionen in einer Ebene liegen, um sie (zum Beispiel durch einen Bestückungsautomat) maschinell entnehmen zu können.